# クラフト・エヴィング商會
クラフト・エヴィング商會（クラフト・エヴィングしょうかい、craft ebbing & co.）は、日本のグラフィック・デザイナー、著作家。吉田篤弘（1962年5月4日 - ）と吉田浩美（1964年3月15日 - ）の二人からなるユニットである。実在しない書物や雑貨などを手作りで作成し、その写真に短い物語風の文章を添える、という形式の書物をいくつか出版しているほか、ブックデザイナーとして文芸書など多くの書籍のデザインを手がけている。

## 活動
1994年、架空の書物や商品の解説を並べるという形の展覧会「あるはずのない書物、あるはずのない断片」で活動開始。活動当初は吉田浩美とその友人の女性の二人からなるユニットで吉田篤弘は裏方に回っていたが、1997年、同名の展覧会の内容をまとめた『どこかにいってしまったものたち』上梓後に友人が抜け、代わりに吉田篤弘が正式なメンバーに入った。浩美が主にヴィジュアル面を担当、篤弘が主に文章を担当しているが、役割がはっきり決まっているわけではなく交代しながら作業している。
「クラフト・エヴィング商會」の名称は、吉田篤弘が自身が愛読していた稲垣足穂の本のなかの「クラフト・エビング的なものを感じた」という文章に由来する。クラフト・エビングは19世紀の精神医学者のことだが、当時はよく知らずニュアンスで気に入ったものだという。また「クラフト・エヴィング商會」の英語表記として"craft ebbing & co."を使っているが、このつづりは実在の人物の表記"Krafft-Ebing"とは異なる。これは足穂がでたらめな欧文表記をしていたのをあえてそのまま採用したことによる。
他者の本の装丁をてがける際は基本的に「装幀　吉田篤弘 吉田浩美」というクレジットにしているが、リクエストがあった場合には「クラフト・エヴィング商會」のクレジットも使用する。2001年、『稲垣足穂全集』『らくだこぶ書房21世紀古書目録』で第32回講談社出版文化賞ブックデザイン賞受賞。ブックデザイナーとしては他に、NTT出版ライブラリーレゾナントシリーズ、1冊ごとに異なるちくまプリマー新書の装丁、集英社の「戦争と文学」全20巻（＋別巻1）の装丁などの仕事がある。
上述のように実際のユニット結成は1994年であるが、「クラフト・エヴィング商會」は明治30年に創業し篤弘、浩美は3代目にあたる、という架空の設定がある。1999年には二人の中学生の娘「吉田音」の著作として『Think―夜に猫が身をひそめるところ』が出版されたが、この娘も創作された人物で実在しない。

## 著作一覧
吉田篤弘単独の著書は別項吉田篤弘#著作一覧を参照。
- どこかにいってしまったものたち（筑摩書房、1997年）ISBN　978-4-480-87292-0
- クラウド・コレクター：雲をつかむような話（筑摩書房、1998年）
  - クラウド・コレクター：雲をつかむような話〈手帖版〉（ちくま文庫、2004年）ISBN　978-4-480-03927-9
- すぐそこの遠い場所：The dictionary of Azoth（晶文社、1998年）
  - （改題）すぐそこの遠い場所（ちくま文庫、2004年）ISBN　978-4-480-03928-6
- らくだこぶ書房21世紀古書目録（筑摩書房、2000年 / ちくま文庫、2012年）※坂本真典：写真。ISBN　978-4-480-42933-9
- ないもの、あります （筑摩書房、2001年 / ちくま文庫、2009年）ISBN　978-4-480-42571-3
- じつは、わたくしこういうものです（平凡社、2002年 / 文藝春秋〈文春文庫〉、2013年）※坂本真典：写真。ISBN　978-4-16-783881-2
- テーブルの上のファーブル：moonshiner（筑摩書房、2004年）※坂本真典：写真。ISBN　978-4-480-81634-4
- アナ・トレントの鞄（新潮社、2005年）ISBN 4-10-477001-9
- おかしな本棚（朝日新聞出版、2011年）ISBN　978-4-02-330898-5
- 注文の多い注文書（筑摩書房、2014年 / ちくま文庫、2019年）＊小川洋子との共著　ISBN　978-4-480-43593-4
- 星を賣る店（平凡社、2014年）ISBN　978-4-582-83641-7

### 吉田音 名義
- Think―夜に猫が身をひそめるところ：ミルリトン探偵局シリーズ・1（筑摩書房、1999年 / ちくま文庫、2006年）
  - （改題・改稿）夜に猫が身をひそめるところ：ミルリトン探偵局（中央公論新社〈中公文庫〉、2025年1月）ISBN　978-4-12-207611-2
- Bolero―世界でいちばん幸せな屋上：ミルリトン探偵局シリーズ・2（筑摩書房、2000年 / ちくま文庫、2006年）
  - （改題・改稿）世界でいちばん幸せな屋上：ミルリトン探偵局（中公文庫、2025年2月）ISBN　978-4-12-207624-2

### 吉田浩美の著書
- a piece of cake（筑摩書房、2002年）ISBN　978-4-480-87338-5

### アンソロジー
- 犬：クラフト・エヴィング商會プレゼンツ（中央公論新社、2004年 / 中公文庫、2009年）※文豪によるアンソロジー『犬』（1954年刊）にデザイン及び追録を施した再編集版。ISBN　978-4-12-205244-4
- 猫：クラフト・エヴィング商會プレゼンツ（中央公論新社、2004年 / 中公文庫、2009年）※文豪によるアンソロジー『猫』（1955年刊）にデザイン及び追録を施した再編集版。ISBN　978-4-12-205228-4
- 誰もが何か隠しごとを持っている、私と私の猿以外は（柴田元幸編『短篇集』ヴィレッジブックス、2010年に所収）ISBN　978-4-86332-240-0